# Ayşe Ayhan
Ayşe Ayhan (Ankara, 1989) és una novel·lista, assagista i traductora turca. Professora de matemàtiques de professió, Ayhan va escriure dues novel·les, Aşk Nerede? (On és l'amor?) i Üç Yapraklı Yonca (Trèvol de tres fulles) i va traduir al turc la novel·la El hombre sentimental de Javier Marías.